# Derambila
Derambila is een geslacht van vlinders van de familie spanners (Geometridae), uit de onderfamilie Desmobathrinae.

## Soorten
- D. adaucta Prout, 1910
- D. aetherialis Butler, 1887
- D. alucitaria (Snellen, 1873)
- D. candidissima Prout, 1916
- D. catharina Prout, 1910
- D. colorata Warren, 1896
- D. costata Warren, 1896
- D. costipunctata Warren, 1905
- D. delostigma Prout, 1915
- D. dentiscripta Bastelberger, 1909
- D. hyperphyes (Prout, 1911)
- D. idiosceles Turner, 1930
- D. infelix Swinhoe, 1885
- D. iridoptera (Prout, 1913)
- D. jacksoni Prout, 1915
- D. larula Bastelberger, 1909
- D. liosceles Turner, 1930
- D. livens Prout, 1931
- D. lumenaria Geyer, 1837
- D. macritibia Prout, 1929
- D. marginepunctata Bastelberger, 1909
- D. niphosphaeras (Prout, 1934)
- D. pellucida Holloway, 1979
- D. permensata Walker, 1863

- D. propages Prout, 1926
- D. puella (Butler, 1880)
- D. punctisignata Walker, 1863
- D. saponaria Guenée, 1858
- D. satelliata Walker, 1866
- D. sjostedti Aurivillius, 1910
- D. strigicosta Warren, 1903
- D. syllaria (Swinhoe, 1904)
- D. synecdema Prout, 1910
- D. thearia (Swinhoe, 1904)
- D. thrombocnemis Prout, 1929
- D. zincaria Guenée, 1858